# إسحاق ودارد
إسحاق ودارد (بالإنجليزية: Isaac Woodard) هو عسكري أمريكي، ولد في 18 مارس 1919 في مقاطعة فيرفيلد في الولايات المتحدة، وتوفي في 23 سبتمبر 1992 في ذا برونكس في الولايات المتحدة.